# Зморшок конічний
Зморшок конічний (Morchella conica Pers.: Fr.) — вид грибів із родини зморшкові (Morchellaceae).

## Будова
Шапинка 2-4 см в діаметрі, видовжено-конічна або видовжено-яйцеподібна, по краю приросла до ніжки, порожниста, ззовні сітчаста, покрита правильною мережею поздовжніх і поперечних складок, що надають шапинці ребристого вигляду, з видовженими нерівномірними комірками майже прямокутної форми, коричнева, бура, темно-бура.
Ніжка 2-4 х 1-1,5 см, циліндрична, порожниста, білувато-жовтувата.
М'якоть біла, тонка, ніжна, крихка, без вираженого запаху і смаку.
Сумки 8-спорові, циліндричні. Споровий порошок жовтуватий. Спори 18-20 х 12 -14 мкм, еліпсоїдні, гладкі, майже без кольору.

## Поширення та середовище існування
Представники виду ростуть на вологому піщаному ґрунті в хвойних і листяних лісах, на галявинах, на згарищах. Розповсюджені в Європі, Азії, Північній Америці, Австралії. В Україні в Поліссі, Лісостепу. Весняні гриби — з квітня до кінця травня.

## Практичне використання
Умовної-їстівний гриб. Перед вживанням відварюють 15 хв. Сушать. Від зморшка їстівного (Morchella esculenta) відрізняється формою шапинки і комірок на ній. Має схожість з отруйним строчком звичайним (Gyromitra esculenta), від якого відрізняється зовнішнім виглядом шапинки. Для зморшка звичайного характерна хвилясто-лопастна шапинка.